# Макарово (Лотошинский район)
Мака́рово — деревня в Лотошинском районе Московской области России.
Относится к городскому поселению Лотошино, до реформы 2006 года относилась к Кировскому сельскому округу. Население — 2 чел. (2010).

## География
Расположена в северной части городского поселения, примерно в 4 км к северу от районного центра — посёлка городского типа Лотошино, на правом берегу небольшой реки Частены, впадающей в Лобь. В деревне две улицы — Придорожная и Центральная. Соседние населённые пункты — деревни Ошенево и Нововасильевское. Автобусное сообщение с райцентром.

## Исторические сведения
По сведениям 1859 года — деревня Татьянковской волости Старицкого уезда Тверской губернии (Ново-Васильевский приход) в 55 верстах от уездного города, на равнине, при ручье Гостенском, с 61 двором, 10 прудами, 14 колодцами и 259 жителями (125 мужчин, 124 женщины).
В «Списке населённых мест» 1862 года Макарово — казённая деревня 2-го стана Старицкого уезда по Волоколамскому тракту, при речке Гостинке, с 64 дворами и 416 жителями (192 мужчины, 224 женщины).
В 1886 году — 74 двора и 477 жителей (225 мужчин, 252 женщины).
В 1915 году насчитывался 91 двор, а деревня относилась к Федосовской волости.
С 1929 года — населённый пункт в составе Лотошинского района Московской области.

## Население
| 1859 | 1886 | 2002 | 2006 | 2010 |
| ---- | ---- | ---- | ---- | ---- |
| 416  | ↗477 | ↘7   | →7   | ↘2   |